# Campoplex raschkiellae
Campoplex raschkiellae är en stekelart som beskrevs av Horstmann 1980. Campoplex raschkiellae ingår i släktet Campoplex och familjen brokparasitsteklar. Inga underarter finns listade.